# Francisco De Venanzi
Francisco Antonio De Venanzi (Caracas, 12 de marzo de 1917-Caracas, 12 de septiembre de 1987) fue un médico, académico, escritor y científico venezolano del siglo XX, y rector de la Universidad Central de Venezuela entre 1959 y 1963.

## Biografía
En 1942 obtuvo el doctorado en ciencias médicas en la Universidad Central de Venezuela (UCV) y en 1945 culminó la Maestría en Bioquímica en la Yale University. Entre los años 1942 y 1943 fue designado Médico Nutricionista de la sección de Nutrición en el Ministerio de Sanidad y Asistencia Social (MSAS) y médico en el Hospital Vargas, a partir de ese momento ejerció la especialidad de Endocrinología y nutrición. Fue también profesor de las facultades de Medicina y de Odontología de la UCV en las Cátedras de Fisiología y Fisiopatología, cargo al cual renunció en 1952 en protesta contra un decreto del gobierno nacional que entonces suprimió la autonomía universitaria.

### Obras importantes
Francisco De Venanzi fue considerado uno de los impulsores más influyentes de la ciencia en Venezuela en el siglo XX. Su interés por la investigación científica lo llevó a la creación de la Asociación Venezolana para el Avance de la Ciencia ( ASOVAC) en 1950 , el Centro de Investigación de Cáncer de la Sociedad Anticancerosa de Venezuela, también en el mismo año , y la revista Acta Científica Venezolana. Junto al Dr Marcel Roche funda en 1952 el Instituto de Investigaciones Médicas de la Fundación Luis Roche, entidad que, desde el sector privado, sirvió de asiento al desarrollo incipiente de diversas investigaciones médico-nutricionales vinculadas a la realidad venezolana, y de apoyo a la formación de una élite de científicos, mayormente del ámbito médico, que logró avances institucionales significativos en el desarrollo de la ciencia en Venezuela. 
A la caída del gobierno militar de Marcos Pérez Jiménez en 1958, Francisco de Venanzi es nombrado Presidente de la Comisión Universitaria de la UCV, desde donde propicia la reincorporación de aquellos profesores retirados de la universidad en la crisis política de 1952 y contribuye a establecer la nueva legalidad universitaria, concibiéndola como institución autónoma y demócrata. Es electo Rector  a partir del 7 de enero de 1959, cargo que desempeñó hasta 1963. Durante su gestión creó la Facultad de Ciencias siendo su primer Decano el Profesor Diego Texera, se crearon varias escuelas tales como la de Salud Pública, Servicio Social, Ingeniería Química, Ingeniería Eléctrica, Ingeniería Mecánica y Medicina, además de varios institutos y centros de estudios, lo que constituyó un incremento en la matrícula estudiantil y personal docente y administrativo. 
Francisco De Venanzi fue un incansable investigador que publicó numerosos reportes en revistas internacionales como Acta Physiologica Latinoamericana y Acta Científica Venezolana, además de ser un apasionado promotor del conocimiento, la cultura, el pluralismo político y fundar diversas e importantes iniciativas hacia el progreso universitario, permaneciendo activo en ellas hasta sus años postreros, a pesar de la progresiva discapacidad a la que se vio sometida su salud física. Su vida personal y profesional fueron recogidas en el volumen 51 de la Biblioteca Biográfica Venezolana de la Editora El Nacional, de la autoría de Sonia Hecker.